# Polska nationalkatolska kyrkan
Polska nationalkatolska kyrkan (engelska: Polish National Catholic Church, förkortat PNCC, polska: Polski Narodowy Kościół Katolicki) är ett konservativt gammalkatolskt kyrkosamfund med polska rötter i USA.
Nordisk-katolska kyrkan är systerkyrka till Polska nationalkatolska kyrkan. De ingår i den gammalkatolska Scrantonunionen.

## Anhängare
2011 hade samfundet 25 000 medlemmar i USA.

## Bilder

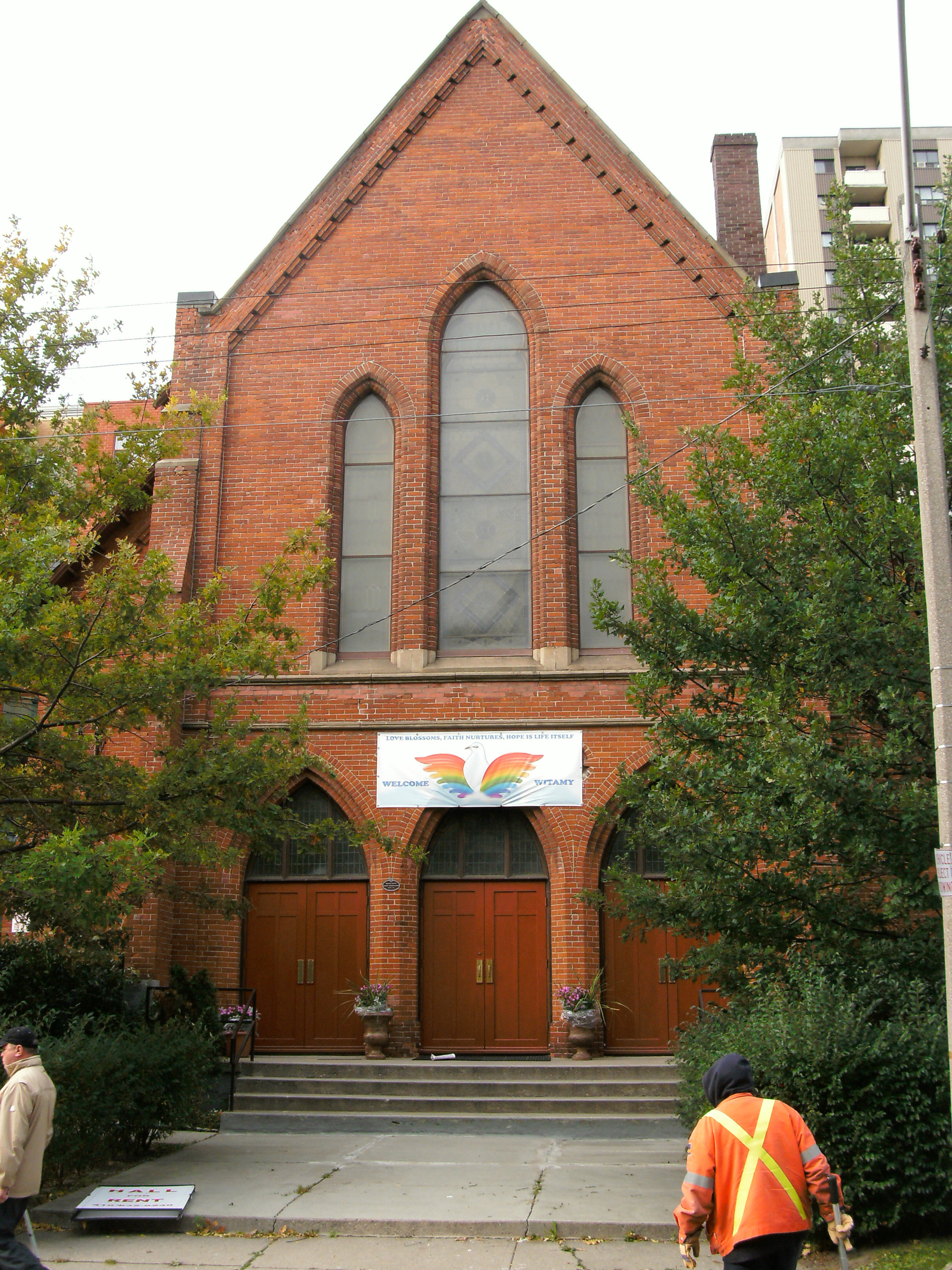
Sankt Johannes katedral i Toronto, Kanada.

### Fotnoter
1. ↑  Official Church website: Who we are Arkiverad 25 augusti 2011 hämtat från the Wayback Machine.